# Enrique Rodríguez Cano, Chiapas
Enrique Rodríguez Cano är en ort i Mexiko.   Den ligger i kommunen Huitiupán och delstaten Chiapas, i den sydöstra delen av landet, 700 km öster om huvudstaden Mexico City. Enrique Rodríguez Cano ligger 601 meter över havet och antalet invånare är 199.
Terrängen runt Enrique Rodríguez Cano är bergig åt nordost, men åt sydväst är den kuperad. Runt Enrique Rodríguez Cano är det ganska tätbefolkat, med 104 invånare per kvadratkilometer. Närmaste större samhälle är Simojovel de Allende, 2,6 km sydost om Enrique Rodríguez Cano. I omgivningarna runt Enrique Rodríguez Cano växer i huvudsak städsegrön lövskog.